# Ново Село (Шамац)
Ново Село је насељено мјесто у општини Шамац, Република Српска, БиХ. Према попису становништва из 2013, у насељу је живио 421 становник.

## Становништво
| Демографија | Демографија | Демографија |
| Година      | Становника  | Становника  |
| ----------- | ----------- | ----------- |
| 1948.       | 606         |             |
| 1953.       | 666         |             |
| 1961.       | 865         |             |
| 1971.       | 1.067       |             |
| 1981.       | 1.009       |             |
| 1991.       | 1.095       |             |
| 2013.       | 421         |             |